# باقر أباد فاضل
باقر أباد فاضل هي قرية في مقاطعة نظر أباد، إيران. في تعداد عام 2006 ، لوحظ وجودها، ولكن لم يتم الإبلاغ عن سكانها.